# 賴鼎鈞
賴鼎鈞（1983年—），臺灣臺北人，美國華盛頓州西雅圖華盛頓大學資訊工程系畢業，曾於微軟公司工作。回臺服役時擔任英語專長替代役，到學生以泰雅族為主體的新竹縣尖石鄉新光部落新光國小服務，運用網路行銷替學校做代課老師徵人啟事；他也教新光部落將賣向不佳的水蜜桃製成果醬，並成立社會企業長駐開發新產品。

## 替代役生涯
2011年8月，新光國小兩度在新竹縣政府網站徵選英文代課老師，起初無人應徵，賴鼎鈞後來在社群網站上以其攝影新光國小的作品吸引多人前往應徵。
2011年，當地水蜜桃產量過多，賴鼎鈞帶領部落青年將賣相不好的水蜜桃製成水蜜桃果醬，透過網路行銷，盈餘一半當作部落文化基金。
2012年3月4日，賴鼎鈞退伍後續留部落，找來朋友在當地成立誠食社會企業，幫助當地居民開發新產品，鼓勵青年回鄉，並將果醬技術、行銷手法等傳授給當地青年。